# Bent Jensen
Bent Jensen, född 10 maj 1938, är en dansk samhällsdebattör och professor emeritus. 1980-2008 var han professor i historia vid Syddansk Universitet i Odense. Han har publicerat flera böcker om Sovjetunionen, Ryssland och det förmenta maktmissbruket i Sovjetunionen.
Han debuterade som författare 1973 med Harald Scavenius' syn på omvæltningerne i Rusland 1917-1918. Andra publikationer är Danmark og det russiske spørgsmål (på vilken han disputerade 1979), Stalinismens fascination og danske venstreintellektuelle (1984), Bjørnen og haren (1999), Gulag og glemsel (2002, översatt till svenska som Gulag och glömskan), samt Stalin: en biografi (2006).

## Ledare av Koldkrigscentret
Under 2007 blev Bent Jensen utnämnd till ledare av ett nytt Koldkrigscenter (ungefär '"Kallakriget-centrum"), som fick i uppdrag att undersöka om förd "fotnotspolitik" skadade Danmarks rykte inom Nato. Centret upprättades som en konsekvens av att Dansk Folkeparti inte var tillfreds med Dansk Institut for Internationale Studiers rapport från 2005, som konkluderade, att Danmark under 1980-talet ansågs som ett mycket lojalt Nato-medlemsland trots fotnoterna. Centret var verksamt under åren  2007-10.

## Dragsdahlsaffären
I en krönika, införd i Jyllands-Posten den 14 januari 2007, tre dagar efter att det var klart att Jensen skulle leda  koldkrigscentret, skrev Bent Jensen med hänvisning till ett PET-dokument att journalisten Jørgen Dragsdahl hade varit KGB-agent: "Dragsdahl var altså ifølge både KGB og PET KGB-agent," skrev Bent Jensen. PET menade, att Jensen därmed bröt mot sin tystnadsplikt. I januari 2008 gav Justitsministeriet PET medhåll i, att Bent Jensen bröt mot tystnadsplikten. Bent Jensen har överklagat detta uttalande. I maj 2009 gav Ombudsmanden Justitsministeriet en allvarlig erinran för att man inte hade besvarat Bent Jensens överklagande, trots att Bent Jensen åtskilliga gånger under en period om mer än tolv månader hade begärt ett svar.
Beskyllningarne fick Dragsdahl att stämma Bent Jensen och Jyllands-Posten för förtal. Den 7 maj 2010 tillkännagav byretten i Svendborg, att man skulle komma att döma till förmån för Jørgen Dragsdahl. I sin tillkännagivelse meddelade domaren, att Bent Jensen skulle dömas att betala ett rekordstort skadestånd till Jørgen Dragsdahl och därtill som straff 20 dagsböter. I juni meddelade Bent Jensen, att han skulle överklaga domen till landsretten.

## Religion
Bent Jensen beskrev i en krönika i Jyllandsposten den 3 april 2010 sin kristna bakgrund och kritiserade ateismen, både som den tog sig uttryck under sovjetkommunismen och i nutiden. Han hävdade också, att kampen mot kristendomen har kopplats samman med islamisering i Europa. I en krönika den 6 februari 2009 kritiserade han den vänsterorienterade kultursociologen Birgitte Rahbeks Israelkritik, som han uppfattade som antisemitisk. Han påpekade, att interna palestinska uppgörelser har kostat fler människoliv än striden mot Israel. Han skrev vidare, att islam, som den praktiseras i Gaza, Iran, Saudi-Arabien et cetera är en sjuk kultur baserad på uppvigling, hat och dödskult, som är ekonomiskt destruktiv och oförenlig med rättsstaten och därför "det nærmeste vi kommer nazisme i vor tid".